# Sarriojärvi (sjö i Kemijärvi, Lappland, 66,74 N, 27,09 Ö)
Sarriojärvi är en sjö i kommunen Kemijärvi i landskapet Lappland i Finland. Arean är 36 hektar och strandlinjen är 4,38 kilometer lång. Sjön  ingår i Kemi älvs huvudavrinningsområde.   Den ligger omkring 65 kilometer öster om Rovaniemi och omkring 740 kilometer norr om Helsingfors. 
Sarriojärvi ligger sydöst om Sarriojärvi. 